# .gf
.gf — в Інтернеті, національний домен верхнього рівня (ccTLD) для Французької Гвіани.